# 法國—阿聯酋關係
法國－阿聯酋關係是指法国和阿拉伯联合酋长国之间的外交关系。兩國於1974年建交。同年法國在阿聯酋開設大使館。法国是阿聯酋武器的主要供应国之一。2021年12月3日，法國總統馬克龍訪問迪拜，阿联酋与法国签署购买80架阵风战机以及12架狞猫（Caracal）直升机的协议。总金额超过170亿欧元。这是阵风战机自2004年服役以来的最大国际订单。